# Cowley (Wyoming)
Cowley is een plaats (town) in de Amerikaanse staat Wyoming, en valt bestuurlijk gezien onder Big Horn County.

## Demografie
Bij de volkstelling in 2000 werd het aantal inwoners vastgesteld op 560. In 2006 is het aantal inwoners door het United States Census Bureau geschat op 592, een stijging van 32 (5,7%).

## Geografie
Volgens het United States Census Bureau beslaat de plaats een oppervlakte van 1,8 km², geheel bestaande uit land. Cowley ligt op ongeveer 1216 m boven zeeniveau.

## Plaatsen in de nabije omgeving
De onderstaande figuur toont nabijgelegen plaatsen in een straal van 60 km rond Cowley.